# Aartsbisdom Palo
Het Aartsbisdom Palo (Latijn: Archidioecesis Palensis) is van de 16 rooms-katholieke aartsbisdommen van de Filipijnen. Het gebied van het aartsbisdom Palo omvat een groot deel van de provincie Leyte. De suffragane bisdommen zijn bisdom Naval (grotendeels op het eiland Biliran) en de bisdommen Calbayog, Borongan en Catarman op het eiland Samar. De metropolitane kathedraal van het aartsbisdom Palo is de Palo Cathedral. De aartsbisschop van Palo is sinds 2012 John Du. Het aartsbisdom had in 2004 een totaal aantal van 1.257.977 geregistreerde gedoopte katholieken.

## Geschiedenis

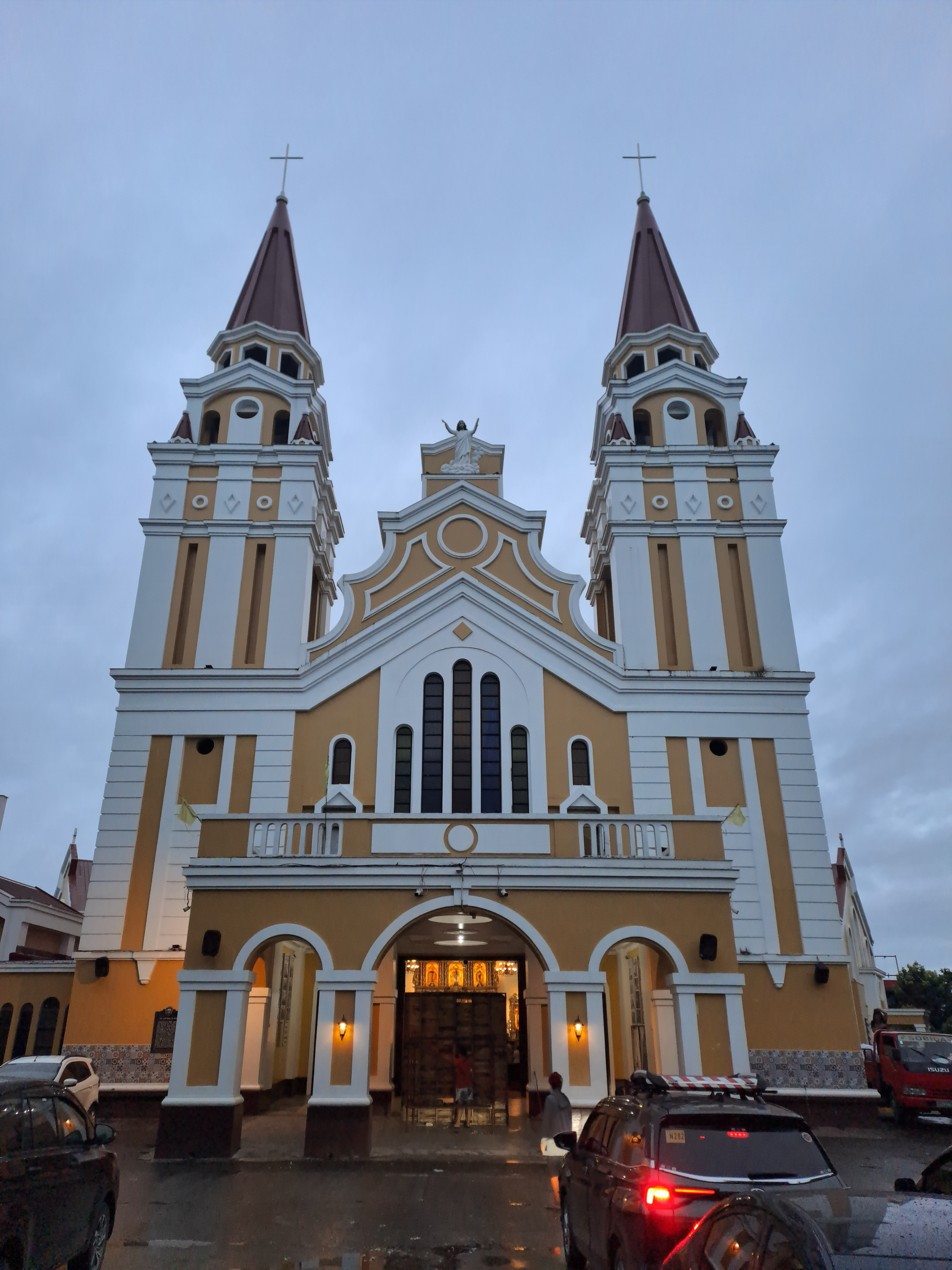
Kathedraal van Palo in 2023

Het bisdom Palo is ontstaan op 28 november 1937 als een afsplitsing van het bisdom Calbayog. Dat bisdom was zelf ontstaan na een afsplitsing op 10 april 1910 uit het bisdom Cebu, dat weer op haar beurt was ontstaan na een afsplitsing van het aartsbisdom Manilla op 14 augustus 1595. Op 23 maart 1968 werd het Bisdom Maasin opgericht en afgesplitst van het bisdom Palo. Op 23 november 1982 werd Palo verheven tot een aartsbisdom met als suffragane bisdommen de bisdommen het Calbayog, Borongan en Catarman op het eiland Samar. Enkele jaren later op 29 november 1988 werd het bisdom Naval opgericht, door een afsplitsing van het eiland Biliran, als vierde suffragane bisdom.

## Bisschoppen[2]
- Manuel Mascariñas y Morgia (16 dec 1937 - 12 nov 1951)
- Lino R. Gonzaga y Rasdesales (12 nov 1951 - 12 aug 1966)
- Teotimo C. Pacis (18 nov 1966 - 23 mei 1969)
- Manuel S. Salvador (21 okt 1969 - 25 sep 1972)
- Cipriano Urgel y Villahermosa (12 apr 1973 - 22 apr 1985)
- Pedro Rosales Dean (12 okt 1985 - 18 mrt 2006)
- Jose Serofia Palma (18 mrt 2006 - 15 okt 2010)
- John Du (sinds 25 feb 2012)